# Eilema plumbeomicans
Eilema plumbeomicans är en fjärilsart som beskrevs av George Francis Hampson 1894. Eilema plumbeomicans ingår i släktet Eilema och familjen björnspinnare. Inga underarter finns listade i Catalogue of Life.